# Браславска језера
Браславска језера (рус. Браславские озёра; блр. Браслаўскія азёры) представљају већу групу језера и мочвара у северном делу Белорусије, на северозападу Витепске области, недалеко од тромеђе са Летонијом и Литванијом. 
У подручју Браславских језера налази се 30 језера и око 20 мочварних депресија укупне површине око 130 км² и запремине од око 540 милиона км³. Сва језера су у басену реке Друјке и међусобно су повезана мањим рекама, потоцима и каналима. Језера су моренског порекла.
Највећа језера у овој групи су Дривјати, Снуди и Струста. Од 1995. језера су у саставу истоименог националног парка, који заузима површину од око 700 км² и, поред језера, обухвата и околне борове шуме.